# Haddaway
Alexander Haddaway, dit Haddaway, est un chanteur et danseur trinidadien, né le 9 janvier 1965 à Port-d'Espagne. Il s'est fait connaître avec la chanson What Is Love.

## Biographie
Après une enfance passée aux États-Unis, Haddaway s'établit à Cologne en Allemagne où il devient mannequin, danseur, et monte sa propre agence : Energy. À la suite de sa rencontre avec les producteurs Junior Turello et Dee Dee Halligan, il enregistre son premier titre : What Is Love. La vidéo de cette chanson est tournée dans un château et met en scène dans le rôle d'un vampire une danseuse nommé Gloria Seaman, sa petite amie de l'époque, que l'on retrouvera également dans plusieurs vidéos et passages télévisés du chanteur. Ce titre très dansant, sorti en France en juin 1993, accède au sommet de tous les charts, y compris en France où il reste cinq semaines en tête.
Les singles suivants, Life (août 1993, 5e en France), I Miss You (janvier 1994, 16e en France) et Rock My Heart (mars 1994, 11e en France) obtiennent du succès, quoique dans une moindre mesure, et sont extraits de l'album baptisé tout simplement The Album.
En 1995, son deuxième album The Drive fournira les titres Fly Away (avril 1995, 23e en France) et Catch a Fire qui est passé pratiquement inaperçu.
En 2008, il s'associe avec Dr. Alban, un autre grand chanteur de la musique dance des années 1990, pour sortir le titre I Love the 90's qui rend hommage à cette décennie qui a connu plusieurs titres très populaires.
En janvier 2010, le remix de What Is Love par Klaas rencontre un important succès, notamment dans les boîtes de nuit[source secondaire souhaitée].
En mars 2010, Haddaway revient avec un nouveau titre, You Gave Me Love, dont la sonorité rappelle What Is Love[source secondaire souhaitée].
En juin 2010, sort l'album Recovery d'Eminem. No Love, un des titres de l'album, reprend un sample de What Is Love[source secondaire souhaitée].

## Discographie

### Album studio
| What Is Love                                                       | - Sortie : 23 novembre 1993 - Label: Arista Records - Formats: CD, cassette                 | 5  | 12 | 18 | 16 | 5 | 3 | 2  | 9 | 111 | - Allemagne BM : Platine - Autriche IFPI : Or - Finlande IFPI : Or - Norvège IFPI : Or - Suède SRIA : Or - Suisse IFPI : Platine - Royaume-Uni BPI : Or |
| The Drive                                                          | - Sortie : 26 juin 1995 - Label : Arista Records - Formats : CD, cassette                   | 32 | 27 | —  | 54 | — | — | 10 | — | —   | |
| Let's Do It Now                                                    | - Sortie : 28 décembre 1999 - Label : Arista Records - Formats : CD, cassette               | —  | —  | —  | —  | — | — | —  | — | —   | |
| My Face                                                            | - Sortie : 3 septembre 2001 - Label : Arista Records - Formats : CD, cassette               | —  | —  | —  | —  | — | — | —  | — | —   | |
| Love Makes                                                         | - Sortie : 2 juillet 2002 - Label: ZXY Music - Formats: CD, cassette                        | —  | —  | —  | —  | — | — | —  | — | —   | |
| Pop Splits                                                         | - Sortie : 18 juillet 2005 - Label : Coconut Records - Formats : CD, Téléchargement digital | —  | —  | —  | —  | — | — | —  | — | —   | |
| "—" Signifie que le single n'est pas classé ou sorti dans le pays. |                                                                                             |    |    |    |    |   |   |    |   |     | |

### Albums de compilation
| Titre                            | Détails                                                                               |
| -------------------------------- | ------------------------------------------------------------------------------------- |
| All the Best : His Greatest Hits | - Date: 10 avril 2001 - Label : Sony BMG - Formats : CD, cassette                     |
| Best of Haddaway : What Is Love  | - Date : 5 janvier 2004 - Label : BMG Special Products - Formats : CD, music download |

### Singles
- What Is Love, 1993
- I Miss You, 1993
- Life, 1993
- Rock My Heart, 1993
- Shout, 1993
- Stir It Up, 1994
- When the Feeling's Gone, 1994
- Fly Away, 1995
- Catch a Fire, 1995
- Lover Be Thy Name, 1995
- What About Me, 1997
- Who Do You Love, 1998
- What Is Love : Millennium Mix, 1999
- Deep, 2001
- Love Makes, 2002
- Follow Me, 2007
- 'I Love the 90's (versus Dr. Alban), 2008
- What Is Love 2K9 (feat. Klaas), 2010
- You Gave Me Love, 2010
- 'Up & Up (feat. The Mad  Stuntman) (Papercha$er Remix), 2012

## Distinctions
- 2 Echo 1993
- Best Single National
- Best Dance Single National
- Singer of the Year
- Pop Rocky 1993 & 1994
- Artist of the Year
- Popcorn 1994
- RSH Gold 1993 & 1994
- Goldene Europa / 1994
- World Music Award 1994
- European Best Artist
- Bravo Otto / 1994
- Unicef 1995
- Human Award